# Eurostat
Eurostat je statistickým úřadem Evropské unie. Je organizační složkou Evropské komise na úrovni generálního ředitelství. Úkolem Eurostatu je předkládat harmonizovaná statistická data na úrovni celé EU a zároveň poskytovat statistické srovnání regionů (NUTS) a členských států. Jeho ekonomická data také slouží jako základní a oficiální podklad pro rozhodování Evropské centrální banky, a dalších unijních institucí, v ekonomických otázkách. Sídlí v Lucemburku, hlavním městě Lucemburska.

## Historie
Společné statistické orgány byly součástí evropské integrace již od vzniku Evropského společenství uhlí a oceli v roce 1953. Zkratku Eurostat Statistický úřad evropských společenství začal užívat v roce 1959. Úkoly a rozsah dat, zpracovávaných Eurostatem, byly postupně rozšiřovány další evropskou legislativou.

## Organizační struktura
Eurostat je jako generální ředitelství Evropské komise spravován zvoleným evropským komisařem. Od začátku funkčního období komise Ursuly von der Leyenové v prosinci 2019 spadá Eurostat do portfolia komisaře pro hospodářství, Paola Gentiloniho.
Eurostat zaměstnává přes 800 lidí a je rozdělen na 7 ředitelství, která odpovídají za jednotlivé oblasti jeho aktivit:
- Zdroje
- Metodologie; Šíření; Spolupráce v Evropském statistickém systému
- Makroekonomické statistiky
- Statistiky vládních financí a kvality
- Odvětvové a regionální statistiky
- Sociální statistiky
- Statistiky podnikání a obchodu.

### Generální ředitel
Generální ředitel Eurostatu jedná nezávisle na jiných orgánech a institucích Evropské unie a má výlučnou odpovědnost za rozhodování o procesech, metodách, standardech, postupech a obsahu a načasování zveřejnění statistik. Od 1. března 2018 jím je Mariana Kotzeva, bývalá prezidentka bulharského Národního statistického institutu a předchozí zástupkyně generálního ředitele Eurostatu.

## Úlohy
Činnost Eurostatu upravují nařízení Evropského parlamentu a Rady č. 223/2009 o evropské statistice a rozhodnutí Komise o Eurostatu 2012/504/EU. Eurostat zároveň každých pět let vydává strategický plán a každoročně publikuje plán řízení, který obsahuje předpokládané výstupy, aktivity a zdroje na daný rok. V roce 2018 pracoval Eurostat s rozpočtem 58,475 milionů €, v roce 2017 to bylo 57,960 mil. €. Kromě toho byly na Eurostat delegovány finance z ostatních generálních ředitelství Evropské komise; v roce 2017 dohromady 31,377 mil. €.
Eurostat veškerá svoje data získává od organizací pověřených jednotlivými členskými státy ke shromažďování statistických dat na jejich území (v ČR je touto autoritou Český statistický úřad). Eurostat se tedy zabývá především konsolidací těchto dat a jejich převedení do porovnatelné podoby. Jednou z jeho dalších činností je zprostředkování přesunu dat v rámci EU a postupná harmonizace metodiky získávání dat, jejich zpracování a vyhodnocování. Tato data také distribuuje veřejnosti prostřednictvím svých internetových stránek a dalších komunikačních kanálů.

### Evropský statistický systém
Evropský statistický systém (ESS) je společenství Eurostatu, národních statistických úřadů a dalších orgánů odpovídajících za tvorbu, rozvoj a šíření evropských statistik v rámci členských států. Do tohoto společenství kromě států Evropské unie spadají také země Evropského hospodářského prostoru a Evropského sdružení volného obchodu. Samotné členské státy shromažďují data a vytváří statistiky pro účely vlastní a účely EU. ESS funguje jako síť, ve které se tato data shromažďují a následně je Eurostat ve spolupráci s národními statistickými úřady slaďuje.

## Mezinárodní spolupráce
Jako statistický úřad Evropské unie napomáhá Eurostat plnění cílů Evropské unie i mimo Evropu, a tudíž spolupracuje s celou řadou států a organizací. Aktivně kooperuje s ostatními světovými statistickými organizacemi, jako je například statistická komise OSN. Dále udržuje bilaterální vztahy s nejvýznamnějšími mezinárodními finančními institucemi – Mezinárodní měnový fond, Světová banka, komise pro statistiku OECD a další. Kromě toho se podílí na politice rozšiřování Evropské unie, kdy kooperuje s národními statistickými úřady kandidátských zemí EU, kterým poskytuje technickou podporu a pomáhá jim s vytvářením statistik, které splňují evropské standardy.

## Kritika
V roce 2004 oznámil tehdejší ředitel Michel Vanden Abeele, že podklady řecké vlády, na jejichž základě bylo Řecko přijato do eurozóny byly „masivně falzifikovány“.
V roce 2003 se Eurostat ocitl uprostřed velkého ekonomického skandálu. Činnost ředitele Yvese Francheta byla zastavena a bylo zahájeno vyšetřování policií, Evropským úřadem pro boj proti podvodům a Parlamentním výborem pro kontrolu rozpočtu.
Jmenování Marie Bohaté jako zástupkyně generálního ředitele v roce 2004 bylo, podle prohlášení Komise, částí snah, zavést v Eurostatu řádný chod věcí.